# Пластунівка
Пластуні́вка — село в Україні, у Нововодолазькій громаді Харківського районі Харківської області. Населення становить 52 осіб. Колишній (до 2017) орган місцевого самоврядування — Одринська сільська рада.

## Географія
Село Пластунівка знаходиться між річками Черемушна і Чернича. На відстані 1 км розташоване село Одринка.

## Історія
12 червня 2020 року, розпорядженням Кабінету Міністрів України № 725-р «Про визначення адміністративних центрів та затвердження територій територіальних громад Харківської області», увійшло до складу Нововодолазької селищної громади.
19 липня 2020 року, в результаті адміністративно-територіальної реформи та ліквідації Нововодолазького району, село увійшло до складу новоутвореного Харківського району.